# اوپالا
اوپالا (به روسی: Опала) آتشفشان چینه‌ای مخروطی‌شکلی با دامنه‌های شیب‌دار در جنوب شبه‌جزیرهٔ کامچاتکاست. این آتشفشان که ۲۴۷۵ متر ارتفاع دارد در اواخر دوران پلیستوسن تا هولوسن در شمالی‌ترین نقطهٔ کالدرای ۴۰ هزار سالهٔ اوپالا شکل گرفت. این آتشفشان بیشتر طول دوران هولوسن را به تولید تفرا و گدازه‌های آندزیتی-داسیتی گذراند و آخرین فوران‌های عظیم انفجاریش موجب تشکیل ساختار آمفی‌تئاترمانند بارانی (Baranii Amphitheater) در کنارهٔ جنوب شرقی آن در ۱۵۰۰ سال پیش شد.
دهانهٔ ۲ در ۲٬۵ کیلومتری اوپالا از گنبد گدازه‌ای به پهنای ۱ کیلومتر پوشیده شده‌است. بنا بر تحقیقات انجام‌گرفته، فوران‌های انفجاری ملایمی در گستره‌ای تاریخی در قله و منافذ دامنه‌های کوه رخ داده است اما مطالعات لایه‌شناسی نشان می‌دهد که فوران انفجاری عظیمی پیرامون ۳۰۰ سال پیش از دهانهٔ قلهٔ اوپالا صورت گرفته است.
علی‌رغم آنکه آخرین فوران شناخته‌شدهٔ این آتشفشان به سال ۱۷۷۶ برمی‌گردد اما اوپالا بی‌شک آتشفشانی فعال است و می‌تواند خطری جدی برای منطقهٔ پیرامون خود به‌حساب آید، به‌ویژه که آخرین فوران‌های آن منجر به تشکیل ماده‌ای عمدتاً ریولیتی شده که بیانگر وجود حجرهٔ سیلیسی زنده‌ای در زیر آتشفشان است.